# نيل إل. وايتهيد
نيل إل. وايتهيد (بالإنجليزية: Neil L. Whitehead)‏ هو عالم إنسان أمريكي، ولد في 19 مارس 1956، وتوفي في 22 مارس 2012.